# Ольштынский собор

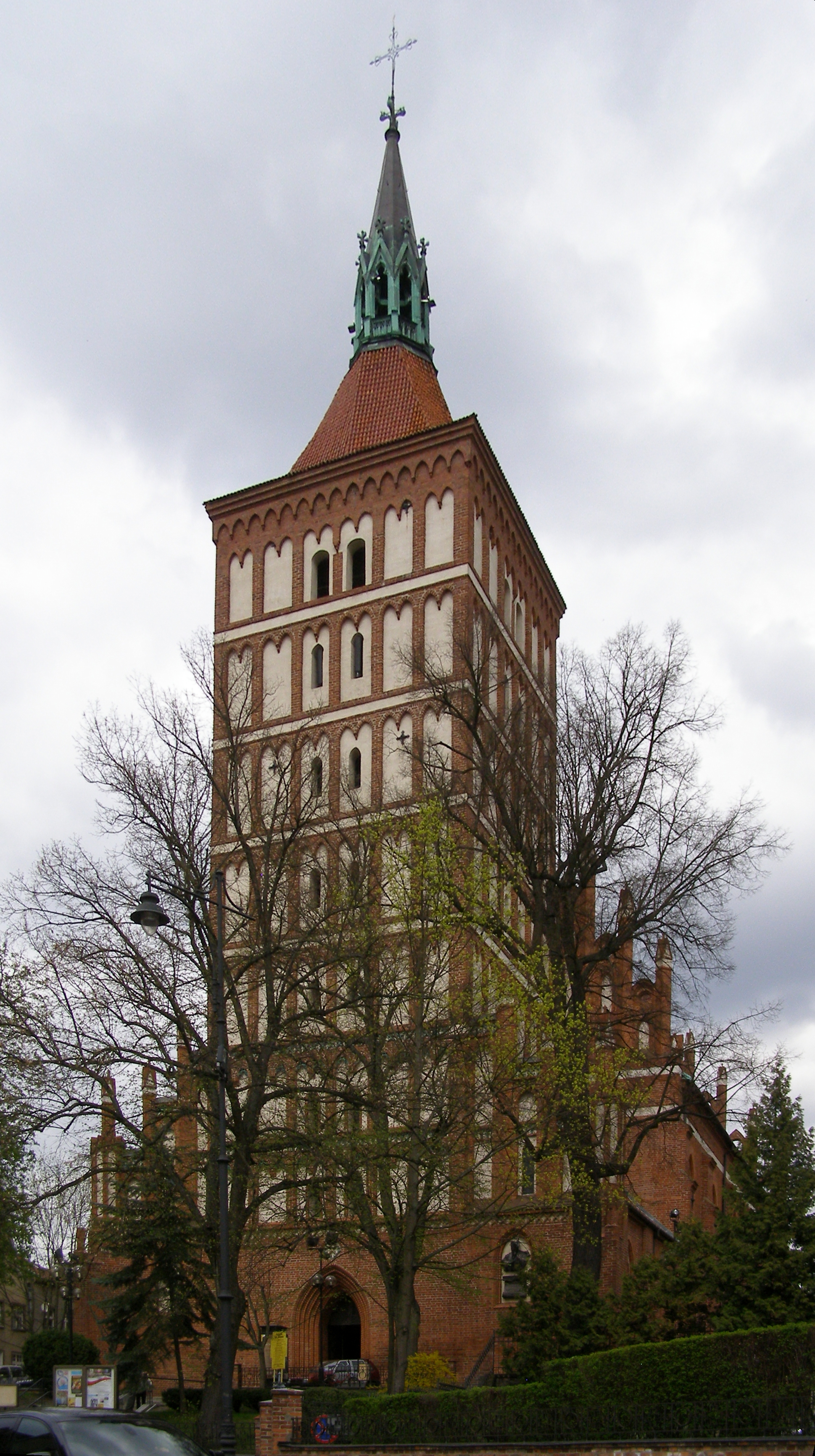
Ольштынский собор.

Собор Святого Якуба (Иакова) (пол. Bazylika konkatedralna św. Jakuba Apostoła) — кафедральный собор в польском городе Ольштын.
Здание костёла было построено в готическом стиле во второй половине XIV века. В 1596 году деревянная часть шпиля была заменена на новую. В 1721 году к собору были пристроены боковые часовни. Из-за угрозы разрушения в 1866—1868 годах был произведен капитальный ремонт, часть здания была отреставрирована в неоготическом стиле. В 1896 году в костёле случился пожар, нанёсший постройкам церкви значительный ущерб. С 2003 года собор стал малой базиликой.
В соборе находятся триптих в стиле поздней готики, настенные украшения скинии, триптих Святого Креста, исполненный в ренессансном стиле, статуи Святого Андрея и Святого Иакова, а также большое барочное распятие.
В летнее время в соборе проходят концерты органной музыки.